# Коваленко Федір Якимович
Коваленко Федір Якимович (28 (16 травня) 1866, с. Опішня — 9 лютого 1919, Єкатеринодар) — громадський діяч, засновник першої картинної галереї на Північному Кавказі.

## Біографія
Народився в с. Опішня в багатодітній селянській сім'ї. Закінчив двокласне училище. Від 1881, мешкаючи в Єкатеринодарі, спочатку був розсильним у крамниці, а згодом став відомим у Росії колекціонером. 1903 року Коваленко подарував свою колекцію (118 творів мистецтва) Єкатеринодару. 1911 при допомозі Іллі Рєпіна відкрив школу живопису та малювання, перетворену згодом на художнє училище. 1905—1918 організував 16 періодичних виставок у Єкатеринодарській галереї. Брав участь у розвиткові діяльності художнього музею Катеринослава (нині м. Дніпро), виставок у Києві, Ростові-на-Дону (нині місто в РФ). Коваленко був почесним членом товариства «В мире искусств» Києва.
Помер у м. Єкатеринодар.